# SK Uhelné sklady Praha
SK Uhelné sklady Praha je fotbalový klub z Prahy 5, účastník Pražské I. A třídy. Byl založen v roce 1965.

## Historie
Klub vznikl v roce 1965 a za jeho vznikem stáli zaměstnanci Pražských uhelných skladů (PUS). Počátky klubu byly velmi složité, protože mužstvo nevlastnilo prakticky žádné vybavení ani vlastní hřiště. Přesto už 10 let po vzniku se fotbalisté dokázali probojovat až do divize (tehdy čtvrté nejvyšší soutěže). V divizi klub působil v letech 1975–1979, 1981–1986, 1987–1992, 1997–2005. V sezoně 1988/89 pak klub zažil největší úspěch v historii, když hrál dokonce ve 2. ČNFL (3. nejvyšší soutěž). Od roku 2005 klub působí pouze v pražských soutěžích. Sezónu 2020/2021 hraje celkem 7 mužstev (muži, starší dorost, starší žáci,mladší žáci,starší přípravka ,,A, starší přípravka ,,B a mladší přípravka). Novým trenérem A mužstva je pro sezónu 2021/2022 Zdeněk Šenkeřík. Mužstvo však končí na 15. místě a sestupuje do I.A třídy.

## Historické názvy
- 1965 – TJ Uhelné sklady Praha (Tělovýchovná jednota Uhelné sklady Praha)
- 1993 – KRAB-HAUS Praha
- 1995 – SK Uhelné sklady Praha (Sportovní klub Uhelné sklady Praha)
- 1997 – SK VELA Uhelné sklady Praha (Sportovní klub VELA Uhelné sklady Praha)
- 2000 – SK Uhelné sklady Praha (Sportovní klub Uhelné sklady Praha)

## Historie umístění v Pražském přeboru
2005/2006: 6. místo
2006/2007: 7. místo
2007/2008: 5. místo
2008/2009: 9. místo
2009/2010: 5. místo
2010/2011: 6. místo
2011/2012: 12. místo
2012/2013: 14. místo
2013/2014: 3. místo
2014/2015: 2. místo
2015/2016: 11. místo
2016/2017:  3. místo
2017/2018:  6. místo
2018/2019:  3. místo